# Lodi (Włochy)
Lodi – miasto i gmina w północnych Włoszech (Lombardia), stolica prowincji Lodi. Leży nad rzeką Adda, na południowy wschód od Mediolanu. Według danych na rok 2004 gminę zamieszkiwało 39 636 osób, 966,7 os./km². Ośrodek przemysłowo-handlowy regionu rolniczego, głównie hodowli bydła. Zakłady przemysłu spożywczego (głównie mleczarskiego), włókienniczego, odzieżowego, maszynowego (produkcja maszyn rolniczych), elektrotechnicznego. Rozwinięte rzemiosło artystyczne (majolika). Węzeł drogowy.
W czasach rzymskich Laus Pompeia. W XII w. poparło Fryderyka I Barbarossę w jego walce z Mediolanem, zburzone przez wojska jego mieszkańców w 1110 i 1155, odbudowane w 1158. W 1162 Fryderyk I Barbarossa zbudował w Lodi zamek warowny. W 1454 miejsce zawarcia tzw. ligi włoskiej - pokoju między Mediolanem, Florencją, Wenecją oraz papieżem Mikołajem V.
Pod tą miejscowością 10 maja 1796 rozegrała się bitwa pomiędzy wojskami francuskimi dowodzonymi przez Napoleona Bonaparte a wojskami austriackimi. W bitwie tej zwyciężyła Francja, a zwycięstwo to umożliwiło Bonapartemu oczyszczenia z armii austriackiej całej Lombardii. Do jej stolicy, Mediolanu, wkroczył Bonaparte witany jako wyzwoliciel. Na czele nowych władz Mediolanu stanęli ludzie światli, liberalna szlachta i burżuazja. To na Mediolan zwrócone były oczy całych Włoch. Wyrastała tu nowa, wielka idea, głosząca jedność Półwyspu Apenińskiego. W tych to czasach należy szukać genezy Risorgimento.
Zabytki: katedra (XII, XIII, XVI, XVIII w.), kościoły - San Francesco (XIII-XIV w.), Incoronata (XV w.), Ospedale Maggiore (XV-XVI w.).

## Miasta partnerskie
- Konstancja, Niemcy
- Lodi, USA
- Omegna, Włochy